# Aquário de Belo Horizonte
O Aquário da Bacia do Rio São Francisco (ou popularmente Aquário de Belo Horizonte), inaugurado em 5 de março de 2010 pela Fundação Zoo-Botânica, é um aquário público da cidade de Belo Horizonte, capital do estado de Minas Gerais, no Brasil.
Situado na Avenida Otacílio Negrão de Lima, número 8.000, no bairro da Pampulha é constituído por mais de cinquenta espécies capturadas ao longo dos mais de 2 800 km de extensão do rio São Francisco, conhecido como "rio da integração nacional".
Resultado de uma parceria entre a Prefeitura de Belo Horizonte e o Ministério do Meio Ambiente, o Aquário ocupa uma área de aproximadamente 3 000 m², em dois pavimentos, abriga 22 recintos (tanques) que, em seus variados tamanhos e formatos, contam com um total de mais de 1 milhão de litros de água - destinados a abrigar cerca de 1 200 peixes de cinquenta espécies endêmicas da bacia.

## Descrição
Esses recintos foram ambientados de forma a representar o rio, propiciando as condições adequadas para exibição de espécies em cativeiro. A maior atração do complexo é o “Aquário São Francisco”, com capacidade para 450 mil litros de água representando um "braço" do Velho Chico, onde o visitante poderá conhecer uma cenografia que apresenta tanto a sua "margem", quanto o "fundo" do rio. A diversidade da vida também é representada através das relações complexas e dependentes da fauna, da flora e do homem. 
A infraestrutura é composta ainda por auditório, espaços de exposição lúdicos, jardins, laboratório, lagoa marginal, lanchonete e lojinha. Ao visitar o Aquário, o público terá a oportunidade de conhecer novas espécies de peixes e obter informações sobre o “Velho Chico”. Entre os destaques da ictiofauna do Rio São Francisco que poderão ser conhecidos e apreciados no novo espaço estão surubins, dourados, curimatãs, matrinxãs, piaus, pacamãs, cascudos, lambaris, mandis, piranhas, pacus, curimbas, piabas e pirambebas, dentre outros.
As espécies do plantel do Aquário foram definidas a partir de critérios como interesse popular e científico, pela facilidade de aquisição da espécie, pela representatividade na ictiofauna local entre outros. A manutenção dos peixes exige uma preocupação constante em relação ao seu bem estar, sendo necessário oferecer-lhes um ambiente com o mínimo estresse, que possua áreas de escape (esconderijos, galhos, trocos), abrigos, uma boa qualidade de água e espécies que convivam pacificamente.
O paisagismo do Aquário, a cenografia em seus tanques e jardins e a representação da “mata ciliar” ao longo do ambiente chamado de “ribeirão” também conta com espécies nativas existentes na bacia do rio. A escolha das espécies foi baseada em estudos florísticos e fitossociológicos em remanescentes de florestas ripárias do alto São Francisco feito pela Companhia Energética de Minas Gerais (CEMIG). Assim, árvores como angico-branco (Anadenanthera sp), ipê-roxo (Tabebuia impetiginosa), imbiruçu (Pseudobombax sp), jequitibá (Cariniana estellensis) e ingá-do-brejo (Inga vera) estão ali presentes. Sabe-se que, na natureza, estas e outras espécies que ocorrem ao longo dos cursos d’água desempenham um papel importante na manutenção da qualidade de água, além de disponibilizar alimentos e proteção para a fauna, inclusive os peixes (ictiofauna).